# Ернст Фрик (фудбалер)
Ернст Фрик је био швајцарски фудбалер који је играо као везни играч за Швајцарску на Светском првенству у фудбалу 1934. године. Такође је играо за Луцерн. Фрик је преминуо.